# Melolontins
Els melolontins o melolòntids (Melolonthinae) és una subfamília de coleòpters de la família dels escarabèids.
Els melolontins són especialment diversos als boscos tropicals. Alguns gèneres presents a Catalunya són Amadotrogus, Amphimallon, Anoxia, Chasmatopterus, Hoplia o Melolontha.

## Taxonomia

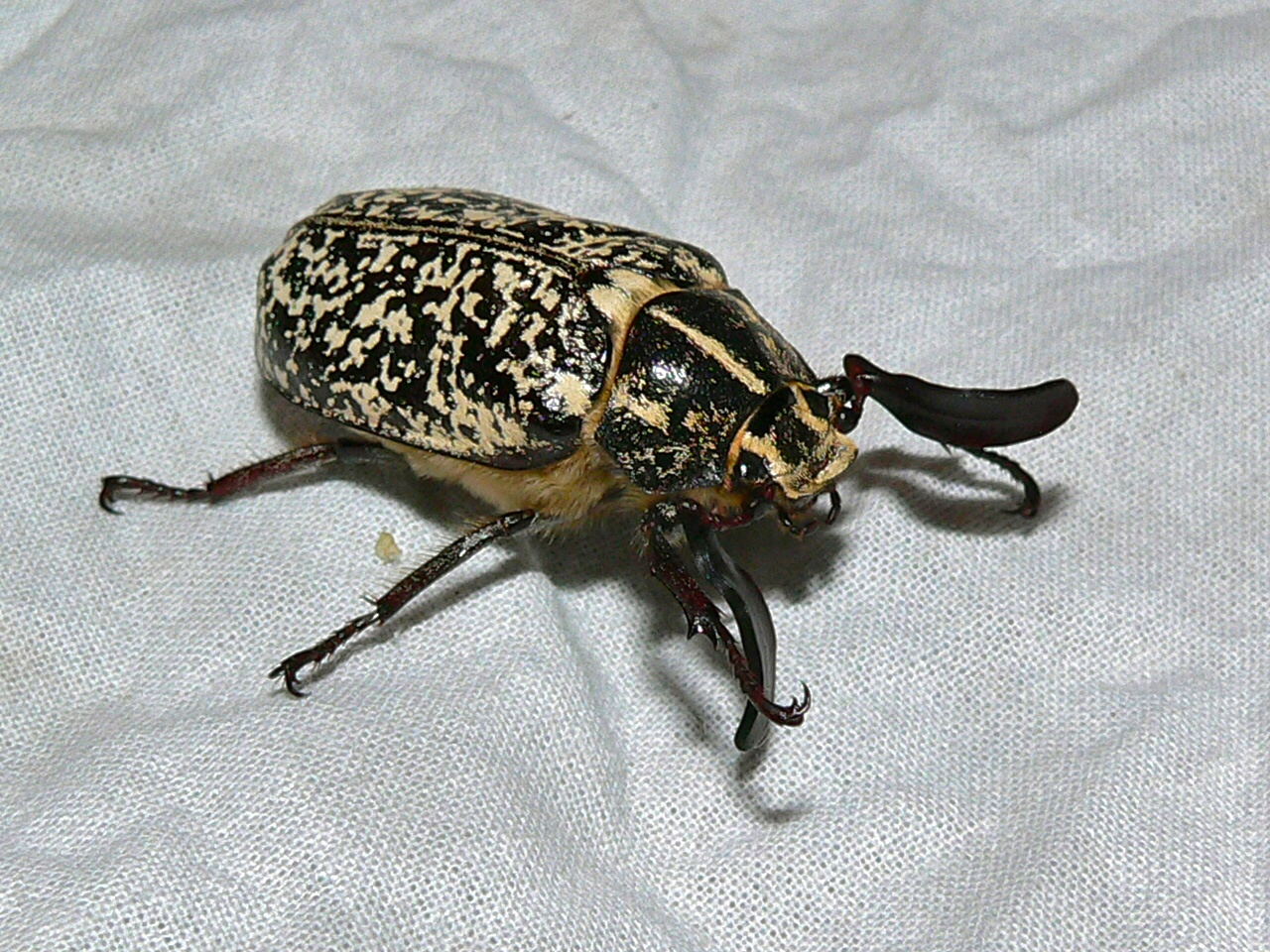
Polyphylla fullo un melolòntid corrent a Catalunya.

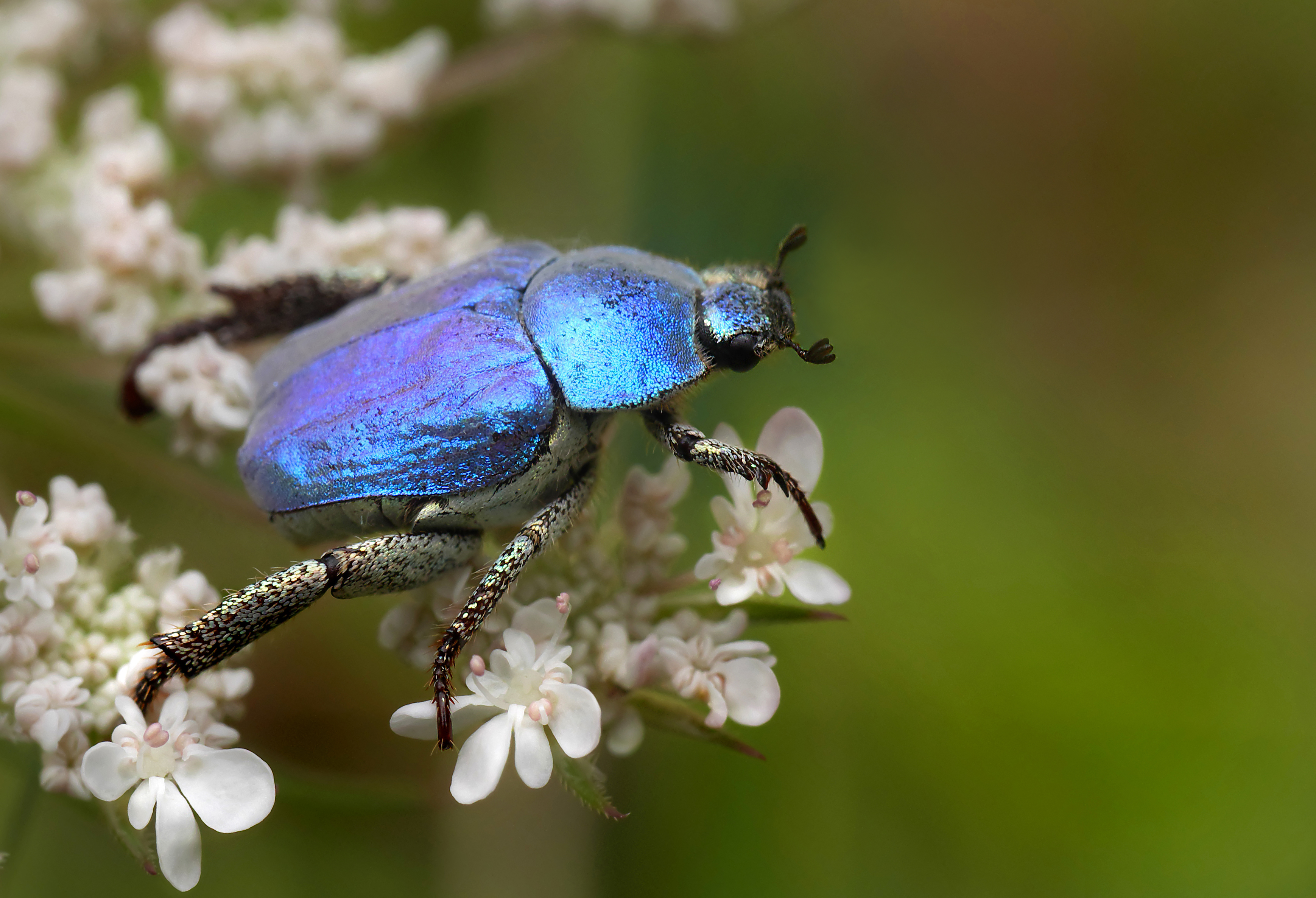
Hoplia coerulea un melolòntid recobert d'escates blau brillant, freqüent a Catalunya.

La posició taxonòmica dels cetonins ha variat al llarg dels anys, essent considerats a vegades com a família independents. Segons la darrera revisió de la taxonomia dels coleòpters, tenen nivell de subfamília amb les següents tribus i subtribus:
- Tribu Ablaberini Blanchard, 1850
- Tribu Automoliini Britton, 1978
- Tribu Chasmatopterini Lacordaire, 1856
- Tribu Colymbomorphini Blanchard, 1850
- Tribu Comophorinini Britton, 1957
- Tribu Cretomelolonthini † Nikolajev, 1998
- Tribu Dichelonychini Burmeister, 1855
- Tribu Diphucephalini Laporte, 1840
- Tribu Diphycerini Medvedev, 1952
- Tribu Diplotaxini Kirby, 1837
- Tribu Euchirini Hope, 1840
- Tribu Heteronychini Lacordaire, 1856
- Tribu Hopliini Latreille, 1829
  - Subtribu Hopliina Latreille, 1829
  - Subtribu Pachycnemina Laporte, 1840
- Tribu Lichniini Burmeister, 1844
- Tribu Liparetrini Burmeister, 1855
- Tribu Macrodactylini Kirby, 1837
- Tribu Maechidiini Burmeister, 1855
- Tribu Melolonthini Leach, 1819
  - Subtribu Enariina Dewailly, 1950
  - Subtribu Heptophyllina Medvedev, 1951
  - Subtribu Leucopholina Burmeister, 1855
  - Subtribu Melolonthina Leach, 1819
  - Subtribu Pegylina Lacroix, 1989
  - Subtribu Rhizotrogina Burmeister, 1855
  - Subtribu Schizonychina Burmeister, 1855
- Tribu Oncerini LeConte, 1861
- Tribu Pachypodini Erichson, 1840
- Tribu Pachytrichini Burmeister, 1855
- Tribu Phyllotocidiini Britton, 1957
- Tribu Podolasiini Howden, 1997
- Tribu Scitalini Britton, 1957
- Tribu Sericini Kirby, 1837
  - Subtribu Phyllotocina Burmeister, 1855
  - Subtribu Sericina Kirby, 1837
  - Subtribu Trochalina Brenske, 1898
- Tribu Sericoidini Erichson, 1847
- Tribu Systellopini Sharp, 1877
- Tribu Tanyproctini Erichson, 1847
  - Subtribu Macrophyllina Burmeister, 1855
  - Subtribu Tanyproctina Erichson, 1847